# Emmanuel Besnier
Pour les articles homonymes, voir Besnier.
Emmanuel Besnier, né le 18 septembre 1970 à Laval, est un industriel laitier et milliardaire français. Il est le principal actionnaire et le président du conseil de surveillance du groupe laitier et fromager Lactalis, fondé par son grand-père André Besnier et dont il a hérité.
Sa fortune est estimée en 2025 à 14,1 milliards d'euros.

## Biographie

### Famille et études
Emmanuel Besnier naît le 18 septembre 1970 au Mans,. Il est le fils de l'industriel Michel Besnier (1928–2000) et de Christiane Besnier. C'est le petit-fils d'André Besnier (1894–1955), un tonnelier qui a créé en 1933 une fromagerie fabricant du camembert à Laval.
Il commence sa scolarité à l'Immaculée-Conception, au collège Sainte Thérèse et au Lycée d'Avesnières, trois institutions privées catholiques de Laval, dans la Mayenne. Il étudie ensuite à l'Institut supérieur de gestion (ISG, promotion 1993), à Paris. Au cours de ces études il fait ses stages au sein du groupe de son père.
Une fois diplômé, il est embauché par son père comme directeur du développement de Lactalis, en 1995.
Son frère Jean-Michel Besnier, exploitant forestier, et sa sœur Marie Besnier Beauvalot, sont tous les deux actionnaires et bien que sans responsabilités opérationnelles dans le groupe, ils sont consultés sur la stratégie de l'entreprise familiale. Ils sont également milliardaires, le magazine Forbes les classant à la 14e place ex æquo du classement des fortunes françaises avec 5 milliards d'euros chacun.
Emmanuel Besnier se marie dans la basilique d'Avesnières avec Sandrine, fille d'un industriel de Laval, avec laquelle il a trois enfants.
Il possède le château du Vallon à Entrammes, une maison à l'île de Ré et un chalet à Courchevel.

### Vie professionnelle
Emmanuel Besnier prend la tête du groupe à la suite de son père Michel Besnier en 2000.
En 2018, sa fortune est évaluée à 12 milliards d'euros, faisant de lui la 5e fortune française selon le magazine Forbes. Forbes le classe 94e fortune mondiale en 2020. En 2023, il est classé 6e fortune de France par Forbes.
Emmanuel Besnier contrôle 51% de BSA, la structure centrale du groupe Lactalis.

#### Acquisitions
Depuis son entrée en fonctions, en un peu plus de 20 ans, il a procédé à plus de 120 acquisitions de sociétés concurrentes, françaises ou étrangères pour faire de lactalis l'un des leaders mondiaux du marché des produits laitiers.
Il achète Galbani en 2006. Son acquisition la plus connue est l'OPA hostile lancée en 2011 sur le géant laitier italien, Parmalat, dont il a réussi à prendre le contrôle définitif en 2018.
En 2021, le Groupe BEL [dont le portefeuille de marques comprend notamment La Vache qui rit, Kiri, Boursin, Mini Babybel (coque en cire), ou encore Apéricube cède à Lactalis, la marque néerlandaise Leerdammer® (fromage à trous, à positionnement intermédiaire, entre les fromages à pâte dure et les fromages à pâte semi dure) et tous ses droits attachés, en échange de la participation que détenait Lactalis dans le capital des Fromageries BEL. Cette opération permet au Groupe Lactalis et à sa société mère B.S.A. (société mère consolidante ultime), de prendre pied sur le marché des fromages de Hollande (fromages à pâte pressée de type Maasdam) et de s'implanter industriellement aux Pays-Bas, à travers trois sites de production.
En 2022, il rachète le fabricant de parmesan Ambrosi, au terme d'une négociation éclair.

#### Confidentialité
Jusqu'au déclenchement très récent de l'affaire du lait infantile contaminé, Emmanuel Besnier était un homme d'affaires très discret, ne donnant jamais d'interviews, fréquentant très peu les réunions publiques, à tel point qu'il existait peu de photos publiques de lui. Il se disait que, même à Laval, peu de personnes connaissaient ses traits,. Le déclenchement de l'affaire du lait infantile contaminé l'a contraint à sortir de sa réserve et à donner quelques interviews. Dans une interview donnée à Ouest France en avril 2024, Emmanuel Besnier explique soutenir le mouvement des agriculteurs français, approuve la loi Egalim qu'il trouve plus efficace que d'éventuels prix planchers, et promeut un étiquetage européen à la place du nutriscore.

#### Non-publication des comptes
Pendant de nombreuses années, la direction du groupe a choisi de ne pas publier les comptes annuels, en infraction avec la loi, préférant payer les pénalités prévues, particulièrement faibles jusqu'à l'adoption de la loi Sapin II. Seule exception : en 2011, à la suite de son OPA sur Parmalat, le groupe avait été obligé de publier ses comptes. À noter qu'en 2018, le groupe a dérogé à son habitude en publiant ses comptes de façon très partielle.

#### Relations avec les producteurs laitiers
Emmanuel Besnier a la réputation d'être dur en affaires, notamment avec les producteurs laitiers.
Un épisode d'Envoyé Spécial, diffusé le 13 octobre 2016 sur France 2, dénonce les pratiques du groupe Lactalis et de son PDG à travers des témoignages de producteurs laitiers. De nombreux producteurs reprochent au groupe, souvent qualifié par ces derniers comme « le plus mauvais payeur » parmi les industriels laitiers, de profiter de sa position de force pour décréter un prix d'achat du lait qui oblige les producteurs à travailler à perte. Le reportage oppose le résultat brut d'exploitation du groupe de près d'un milliard d'euros en 2010, au millier d'euros de perte par an pour chaque producteur.
Le 25 septembre 2024, par voie de presse, Lactalis a annoncé sa décision de se séparer de manière unilatérale d’une partie de ses producteurs, en dénonçant leur contrat, pour réduire sa collecte de lait français à hauteur de 160 millions de litres de lait (80 dans l’Est et 80 dans la zone sud Loire) avec un arrêt de collecte prévu fin 2025.

#### Affaire des laits infantiles contaminés
Suite à l'intoxication de 37 bébés, il est convoqué à Bercy le 12 janvier 2018 pour répondre de l'affaire des laits infantiles Lactalis contaminés, après avoir refusé de s'y rendre en décembre.
Le 30 août 2018, Le Canard enchaîné révèle que trois ordinateurs et une tablette contenant des informations relatives à l'affaire Lactalis ont été dérobés dans les locaux de la Direction générale de la concurrence, de la consommation et de la répression des fraudes (DGCCRF) le 10 mai 2018. Les familles des victimes décident de porter plainte pour dissimulation de preuves.
Cette affaire oblige Emmanuel Besnier, jusqu'alors très secret, à améliorer sa communication, et notamment à publier ses comptes jusqu'alors confidentiels afin de montrer la réalité de sa marge d'exploitation. Il a aussi compris à ce moment-là qu'il devait aller au Salon de l'agriculture et avoir des contacts avec les politiciens.

#### Litige avec France Télévisions
Le 28 octobre 2016, le groupe Lactalis a obtenu du tribunal de grande instance de Laval l'interdiction de rediffusion du reportage d'Envoyé Spécial au motif que celui-ci contient des images du domicile d'Emmanuel Besnier, situé au château du Vallon à Entrammes,,,. France Télévisions a fait appel de cette décision. Par un arrêt du 24 janvier 2017, la cour d'appel d'Angers infirme partiellement ce jugement : celle-ci autorise France Télévisions à rediffuser ce programme, mais reconnaît que « la diffusion » de l'émission et son « maintien en ligne » « était susceptible de porter atteinte à la vie privée de M. Besnier ». Par jugement du 25 septembre 2017, le tribunal de grande instance de Laval déboute sur le fond Emmanuel Besnier de sa demande de dommages-intérêts, le juge estimant que « le nom et la localisation » de la propriété du chef d'entreprise étaient déjà connus du public et que « France Télévisions n'a fait que reprendre ce qui est de notoriété publique et mettre des images sur des éléments connus du patrimoine de M. Besnier [...] et que chacun peut visionner sur Google Maps ».

#### Soupçons de fraude fiscale massive
Le 6 février 2024, Lactalis fait l'objet d'une enquête préliminaire du Parquet national financier (PNF) pour des soupçons de fraude fiscale aggravée et de blanchiment de fraude fiscale aggravée. L’enquête vise à vérifier si le géant laitier a échappé à l’impôt en France en déplaçant des bénéfices vers ses filiales en Belgique et au Luxembourg. Selon la source judiciaire les enquêteurs se concentrent sur la période allant de 2009 à 2020.